# Pferdespringer
Die Pferdespringer (Allactaga) sind eine Gattung von Springmäusen, die nach ihrer Größe und Sprungkraft benannt sind.

## Merkmale
In diese Gattung gehören die größten aller Springmäuse, manche Arten sind dagegen eher klein. Das Fell ist je nach Art oberseits grau, sandbraun oder rotbraun gefärbt; die Unterseite ist weiß.
Mit Ausnahme einer Art haben alle Pferdespringer fünf Zehen. Die beiden äußeren Zehen sind dabei verkümmert, so dass es nur drei voll ausgebildete und funktionale Zehen gibt. Eine vergleichbare Anordnung gibt es bei der abweichenden Art, der Vierzehen-Springmaus, die ebenfalls drei starke Zehen hat, denen hier nur eine verkümmerte Zehe zur Seite gestellt ist.
Die Augen sind nachttiertypisch vergrößert. Auffällig groß sind auch die hasenartigen Ohren, die aufrecht stehen und beinahe ebenso lang wie der Kopf sind.

## Verbreitung und Lebensraum
Zwei Arten der Pferdespringer kommen auf europäischem Boden vor: der Kleine Pferdespringer, dessen westliche Verbreitungsgrenze im Wolga-Raum liegt, und der Große Pferdespringer, der heute von Moskau und Kiew aus ostwärts verbreitet ist. Bei diesen beiden handelt es sich um die kleinste und die größte Art der Gattung. Der Verbreitungsschwerpunkt der Gattung liegt auf Zentralasien. Pferdespringer gibt es in Anatolien, Syrien, im Irak, in Iran, Pakistan und Afghanistan, im asiatischen Teil Russlands, in den zentralasiatischen Staaten der ehemaligen Sowjetunion, in der Mongolei, der Mandschurei und in Xinjiang. Sie bewohnen Wüsten, Halbwüsten und Steppen mit wenig Vegetation.
Die abweichende Vierzehen-Springmaus lebt als einzige Art in Afrika. Ihr Lebensraum sind küstennahe Salzsümpfe in Ägypten und Libyen.

## Lebensweise

### Bau
Die eurasischen Pferdespringer graben große Bausysteme zu verschiedenen Zwecken. So hat man beim Großen Pferdespringer vier verschiedene Arten von Bauen nachgewiesen: einen Wohnbau für den Sommer, einen temporären Zweitbau, einen Fluchttunnel für Notlagen, und einen Winterbau für den Winterschlaf. Der Wohnbau hat eine zentrale Kammer, die etwa 70 bis 150 cm unter der Erdoberfläche liegt und über einen 3 m langen Tunnel mit dem Freien verbunden ist. Die Weibchen polstern diese Kammer mit Nistmaterial aus, wenn sie Nachwuchs erwarten. Neben dem Haupteingang gibt es oft einen weiteren Fluchttunnel nach außen. Der Winterbau hat eine zentrale Kammer in einer Tiefe von bis zu zweieinhalb Metern.
Die meisten der kleineren Arten graben vergleichbare Baue. Die Baue des Kleinen Pferdespringers liegen ebenfalls in großer Tiefe, wenngleich die Erdhaufen an den Eingängen kaum größer als die grabender Käfer sind. Am komplexesten ist der Bau der Severtzov-Springmaus, die über bis zu 5 m lange Tunnel mehrere Kammern miteinander verbindet.
Die Vierzehen-Springmäuse gräbt gleichfalls Baue, die aber nur für kurze Zeit angelegt werden und nur aus blinden Tunneln von höchstens 150 cm Länge bestehen.

### Aktivität und Ernährung
Pferdespringer sind wie alle Springmäuse nachtaktiv. Sie verlassen dann ihre Baue und wandern langsam umher. Nur wenn sie aufgeschreckt werden, nutzen sie ihre volle Sprungkraft und fliehen im Zickzack. Dabei vollführen sie Sätze über einen Meter. Der Kleine Pferdespringer kann Fluchtgeschwindigkeiten von 48 km/h erreichen, was für ein Nagetier außerordentlich ist. Die Nahrungssuche führt den Großen Pferdespringer zu Pflanzen, deren Samen er bevorzugt frisst. Insekten scheint er nie zu fressen, während der Mongolische Pferdespringer sich überwiegend von Insekten ernährt. Beim Kleinen Pferdespringer gibt es eine ausgewogene Ernährung aus Insekten und Pflanzenmaterial.

### Winterschlaf
Nicht alle Pferdespringer halten Winterschlaf. Weit im Süden lebende Flachlandpopulationen haben hierzu keinen Anlass. Die zentral- und nordasiatischen Arten sind dagegen allesamt Winterschläfer. Die Ruhezeit währt längstenfalls von September bis April.

### Fortpflanzung
Für gewöhnlich sind Pferdespringer Einzelgänger, die nur zur Paarung zusammenkommen. Die Weibchen können zwei- oder dreimal jährlich Nachwuchs bekommen. Im Wurf sind ein bis acht, für gewöhnlich aber drei oder vier Junge. Diese bleiben beim Kleinen Pferdespringer etwa 30 Tage bei der Mutter und sind mit dreieinhalb Monaten geschlechtsreif. Es ist daher für einen im Frühjahr geborenen Kleinen Pferdespringer möglich, noch vor seinem ersten Winterschlaf selbst Junge zu werfen. Der Große Pferdespringer hat eine längere Entwicklungszeit und paart sich nicht vor seinem zweiten Lebensjahr. Die Lebenserwartung eines Pferdespringers beträgt nur in seltenen Ausnahmefällen mehr als vier Jahre.

## Systematik
Die Pferdespringer werden innerhalb der Springmäuse in die Unterfamilie Allactaginae eingeordnet. Man unterscheidet elf Arten, die in drei Untergattungen aufgeteilt werden. Die ersten beiden Untergattungen werden zusammenfassend auch als Fünfzehen-Springmäuse bezeichnet.
- Untergattung Allactaga
  - Kleiner Pferdespringer, Allactaga elater, West- und Zentralasien
  - Euphrat-Springmaus, Allactaga euphratica, Westasien
  - Iranischer Pferdespringer, Allactaga firouzi, südwestl. Iran
  - Hotson-Springmaus, Allactaga hotsoni, südöstl. Iran, Afghanistan, Pakistan
  - Großer Pferdespringer, Allactaga major, westl. und zentrales Russland, Ukraine
  - Severtzov-Springmaus, Allactaga severtzovi, Zentralasien
  - Türkei-Pferdespringer, Allactaga williamsi, Anatolien
- Untergattung Orientallactaga
  - Balikun-Springmaus, Allactaga balikunica, Mongolei
  - Gobi-Springmaus, Allactaga bullata, Mongolei
  - Mongolischer Pferdespringer, Allactaga sibirica, Zentralasien
- Untergattung Scarturus
  - Vierzehen-Springmaus, Allactaga tetradactyla, Ägypten, Libyen

Für den Großen Pferdespringer findet sich sehr häufig auch der Name Allactaga jaculus, der aber eine ungültige Falschkombination ist. Gelegentlich wird auch die Bobrinski-Springmaus (Allactodipus bobrinskii) dieser Gattung zugerechnet.
Im 2017 erschienenen Nagetierband des Handbook of the Mammals of the World wird Scarturus zu einer eigenständigen Gattung mit folgenden Arten: Syrien-Pferdespringer (Scarturus aulacotis), Kleiner Pferdespringer (S. elater), Euphrat-Pferdespringer (S. euphraticus), Hotson-Springmaus (S. hotsoni), Vierzehen-Springmaus (S. tetradactylus), Winogradows Pferdespringer (S. vinogradovi) und Türkei-Pferdespringer (S. williamsi).

## Mensch und Pferdespringer
Der Große Pferdespringer gilt vielerorts als Schädling, da er über Getreidefelder herfällt oder Kürbisse und Melonen öffnet, um an deren Kerne zu gelangen. Viele der anderen Arten sind dagegen zu selten, um Schaden anzurichten. Der Iranische Pferdespringer wird von der IUCN sogar als stark bedroht geführt. Er ist nur aus einem winzigen Gebiet im Südwesten Irans bekannt, und seine Gesamtpopulation wird auf weniger als 250 Individuen geschätzt. Die Vierzehen-Springmaus gilt zwar nicht als bedroht, hat aber ebenfalls ein sehr kleines Verbreitungsgebiet. Eine Trockenlegung der Salzsümpfe, die ihr Habitat stellen, könnte die Art schnell zum Aussterben verurteilen. Ebenfalls als bedroht anzusehen ist die Nominatform der Euphrat-Springmaus, die nur in Saudi-Arabien verbreitete und dort fast ausgestorbene Unterart Allactaga euphratica euphratica.

## Belege
1. ↑  Don E. Wilson, Thomas E. Lacher Jr., Russell A. Mittermeier (Hrsg.): Handbook of the Mammals of the World. Volume 7 - Rodents II. Lynx Edicions, 2017, ISBN 978-84-16728-04-6, S. 97.